# Springfield (Illinois)
 For alternative betydninger, se Springfield. (Se også artikler, som begynder med Springfield)
Springfield er hovedstad i den amerikanske delstat Illinois. Byen har 114.394(2020) indbyggere. Springfield er administrativt centrum i det amerikanske county Sangamon County. Byen ligger ved den kendte vej Route 66.
Den senere præsident Abraham Lincoln startede sin politiske karriere i Springfield.